# 欧洲七叶树
欧洲七叶树（学名：Aesculus hippocastanum），果实又稱馬栗（Horse Chestnut），是无患子科七叶树属的植物。分布於希臘、馬其頓、保加利亞和阿爾巴尼亞，作為行道樹廣泛栽植於世界各地。

## 用途
欧洲七叶树最具活性的成分，欧洲七叶树葉子有獨特鋸齒掌狀，種子是暗褐色的硬殼狀，與栗子外型相似，幾世紀以來在歐洲醫學已經開始廣泛使用，磨碎加入茶中飲用可以加強新陳代謝幫助心血管功能，或塗抹關節治療風濕與關節炎。

## 醫藥用途
欧洲七叶树的種子含有大量的皂素，叫做七葉素（Aescin），外用可以強化靜脈及促進下肢靜脈循環的功能，口服則有毒性，但此成分不耐高溫，蒸煮後種子中的澱粉可食用。近幾年研究發現七葉素（Aescin），有抗炎、血管收縮和血管保護作用，助於術後或運動傷害引起的浮腫，也常用來治療靜脈曲張。簡單來說，七葉素具有舒緩、消炎、鎮靜的效果，可提高肌膚的防護能力，減少敏感肌的發生，也常被使用在外用藥品及化妝品中，為歐洲暢銷的草本植物。欧洲七叶树不僅可作為觀賞植物，其樹皮、果實、種子都可用在不同的醫療用途，可以用於保護血管，抑制發炎和清除自由基性質。傳統上以其葉子治療咳嗽、發燒與減少關節炎及風濕引起的疼痛。其種子搗成糊狀，敷於皮膚可治皮膚病變，內服及外用皆可治療靜脈曲瘤與痔瘡，也有助於術後或運動傷害引起的浮腫，還被用來治療靜脈曲張。
現今最為人所知的效用在於血管方面，七葉素會使血管收縮，可治療靜脈曲張和下肢慢性靜脈功能不全症(疲倦、疼痛、腿部腫脹等)、靜脈炎、水腫、痔瘡、潰瘍、凍瘡、瘀血、打傷、撞傷、挫傷、拉傷、扭傷、瘀傷和局部浮腫等有助益。

## 臨床治療
現代醫學治療慢性靜脈功能不全（CVI）、痔瘡和術後水腫方面具有臨床實證顯著的效果，是一種安全有效的治療方法。
實際案例發表在 1996 年的 Lancet 期刊，德國海德堡大學醫學院研究人員對 240 個位有循環困擾的受試者進行12週測驗，驚人的發現使用七葉素相較穿著壓力襪的受試者，使用七葉素患者對於降低浮腫狀況較有成效。
此外，七葉素在各種動物實驗研究皆具良好的成效，有效抗水腫、抗炎和提升靜脈曲張力特性。尚有其他機制，即前列腺素F2α從靜脈釋放，對血清素(5-HT)和組織胺的拮抗作用，降低組織粘多醣的分解代謝，進一步強調了七葉素的廣泛療效。

欧洲七叶树 - Aesculus hippocastanum
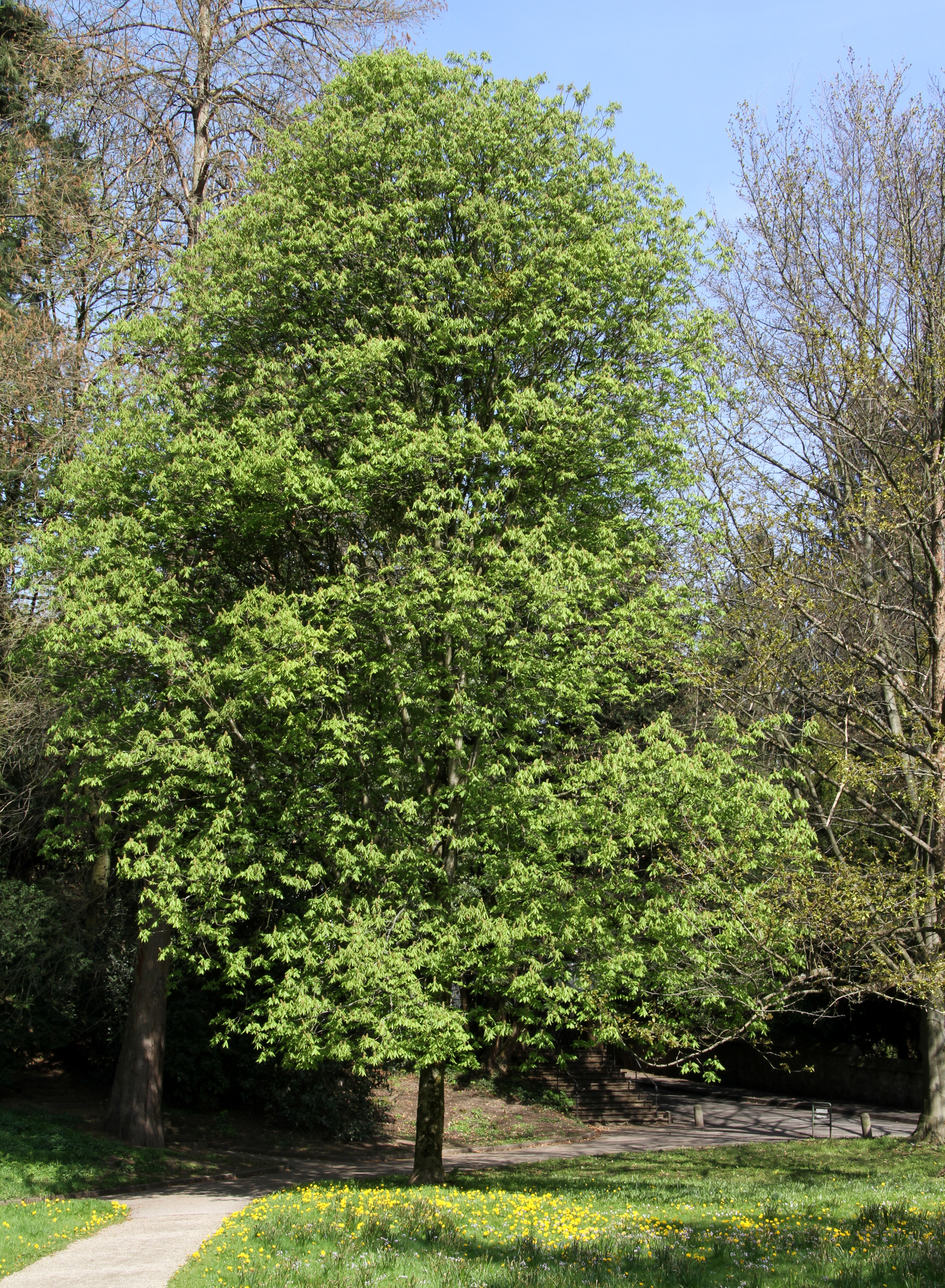
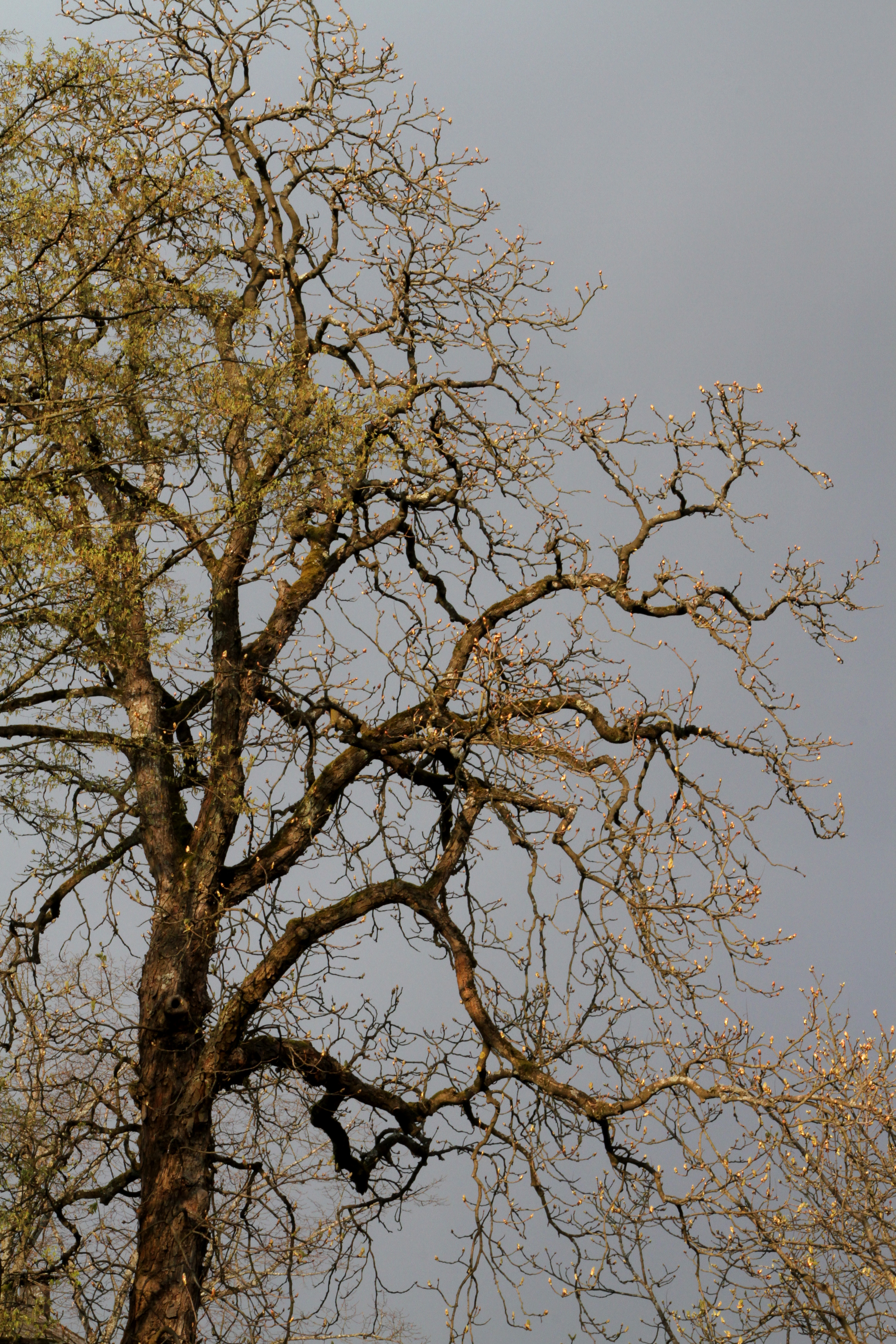
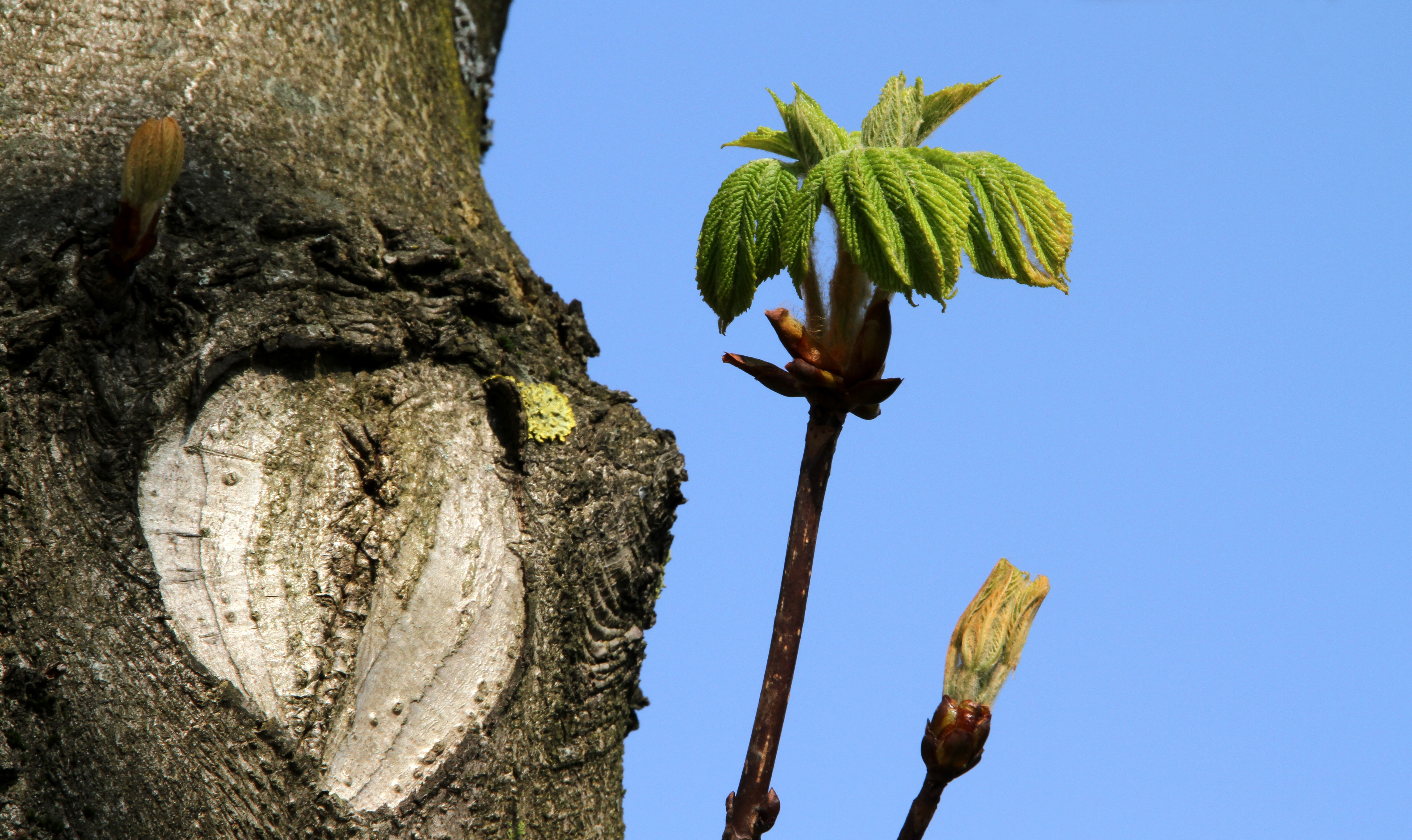
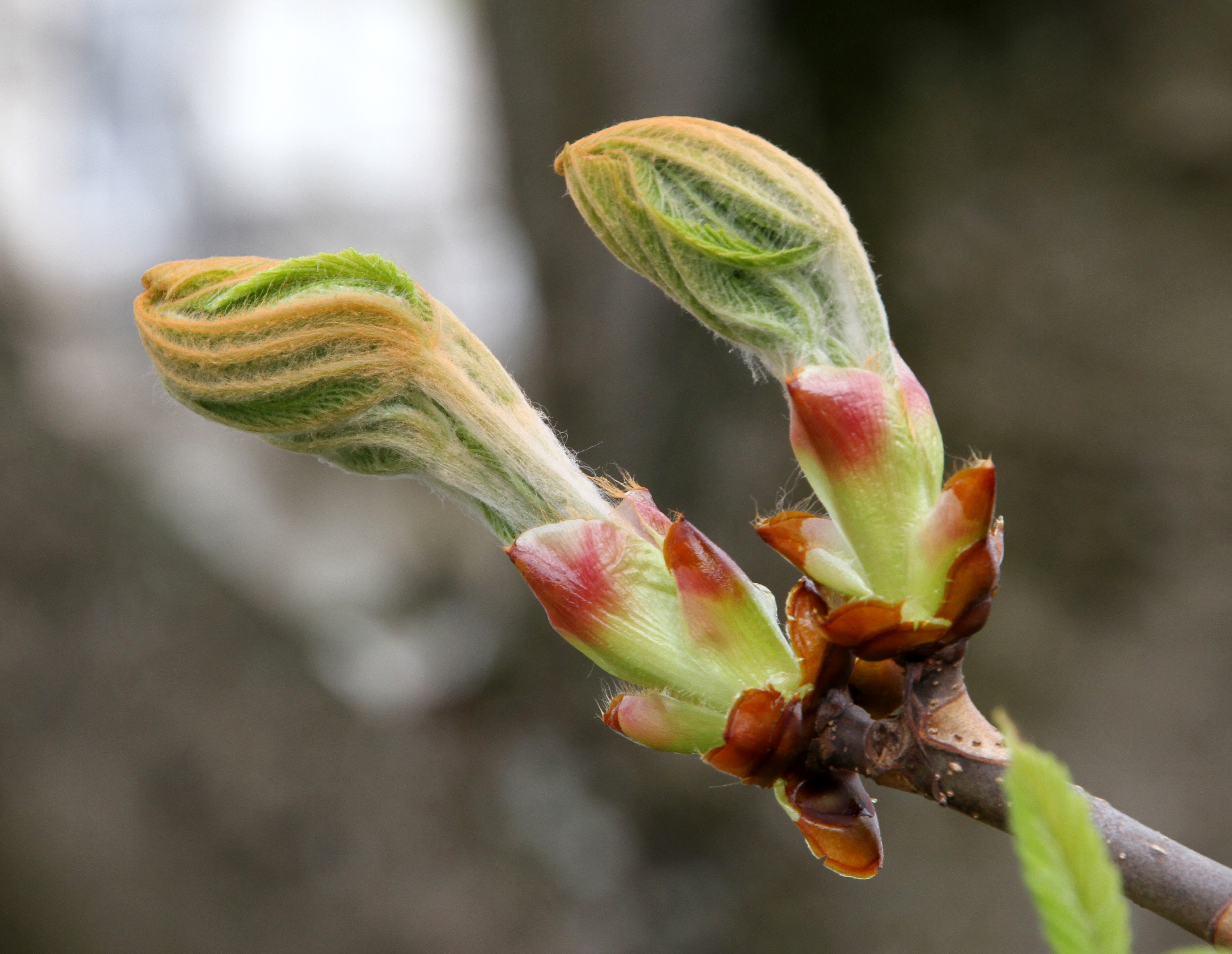
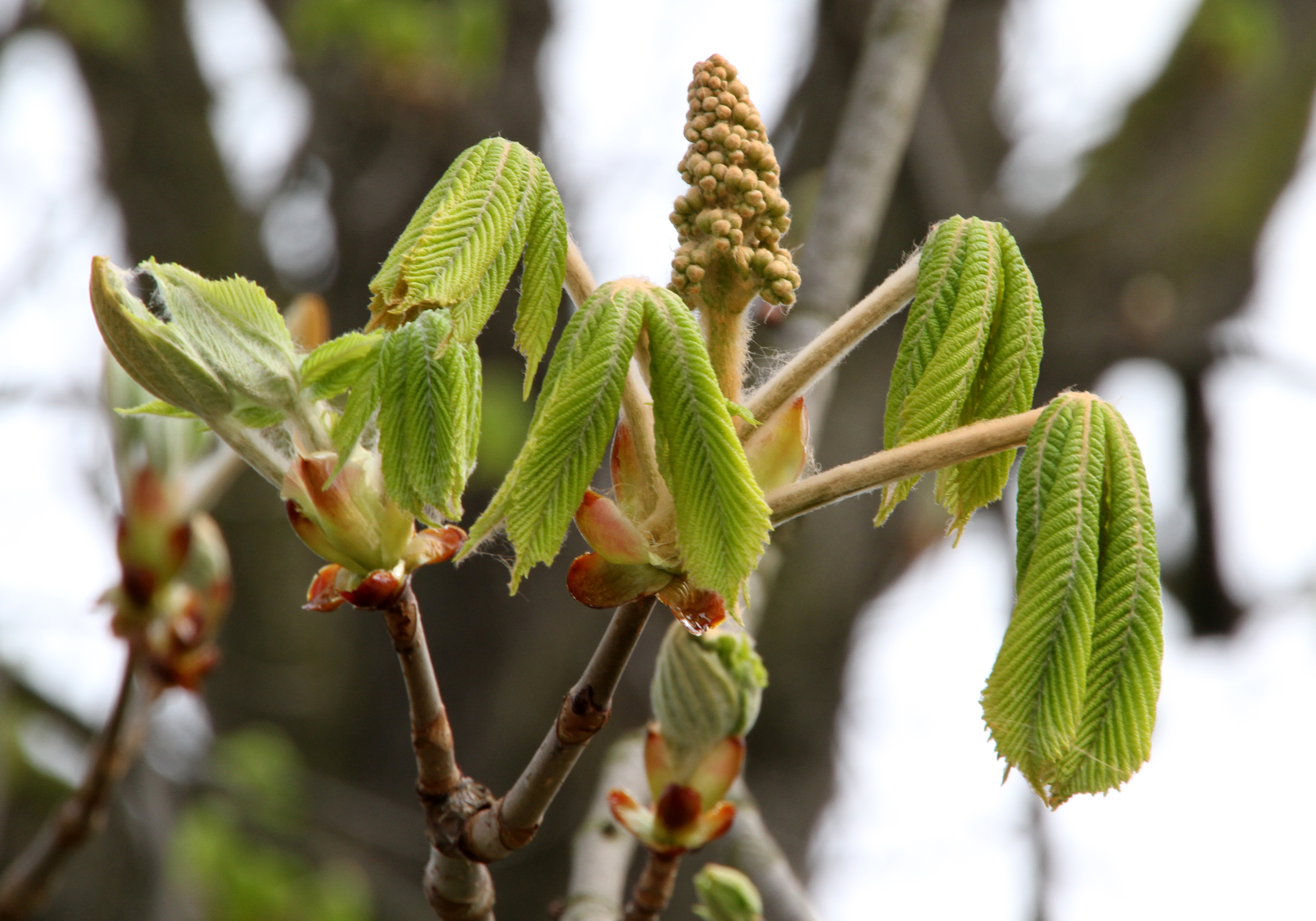
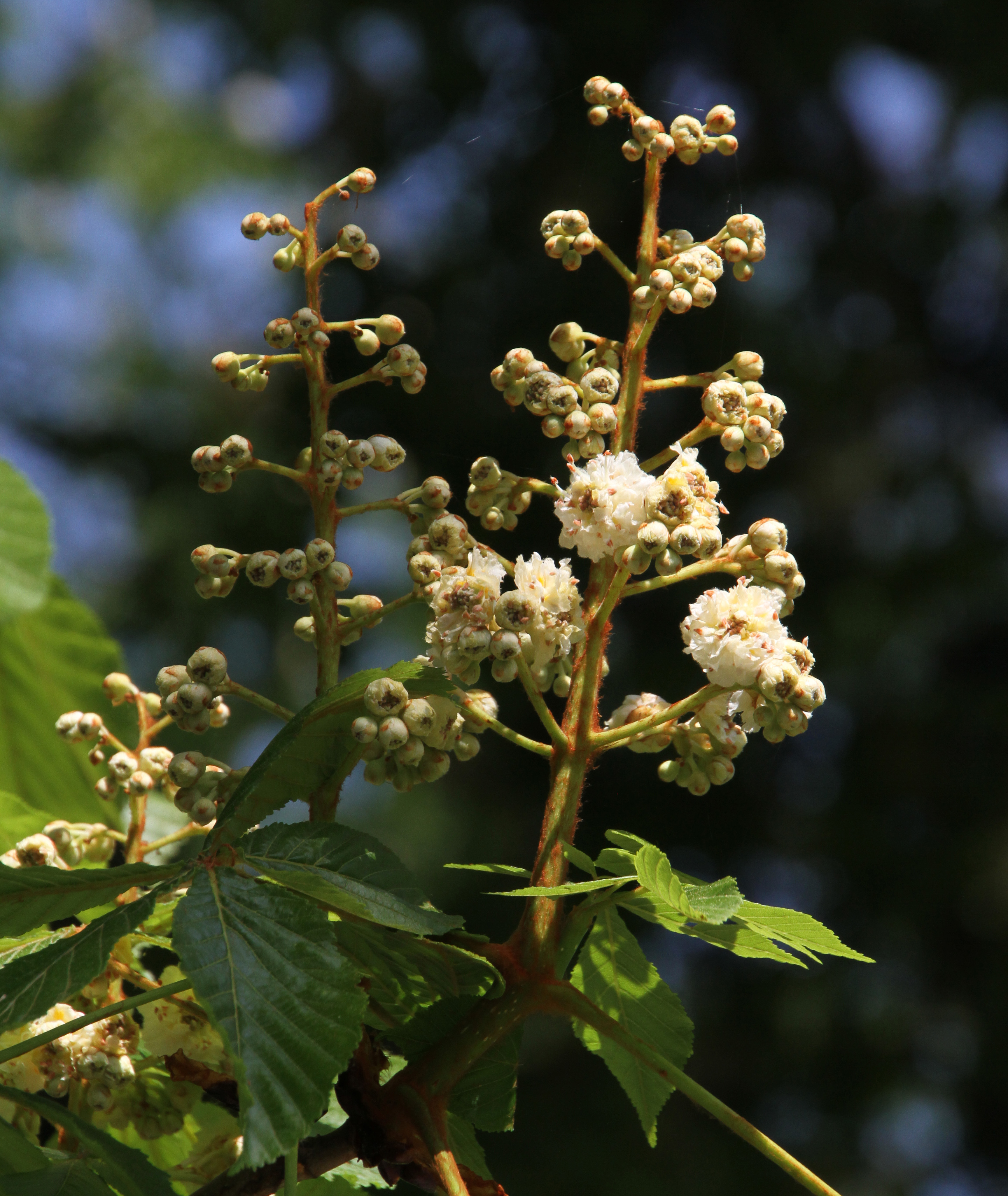
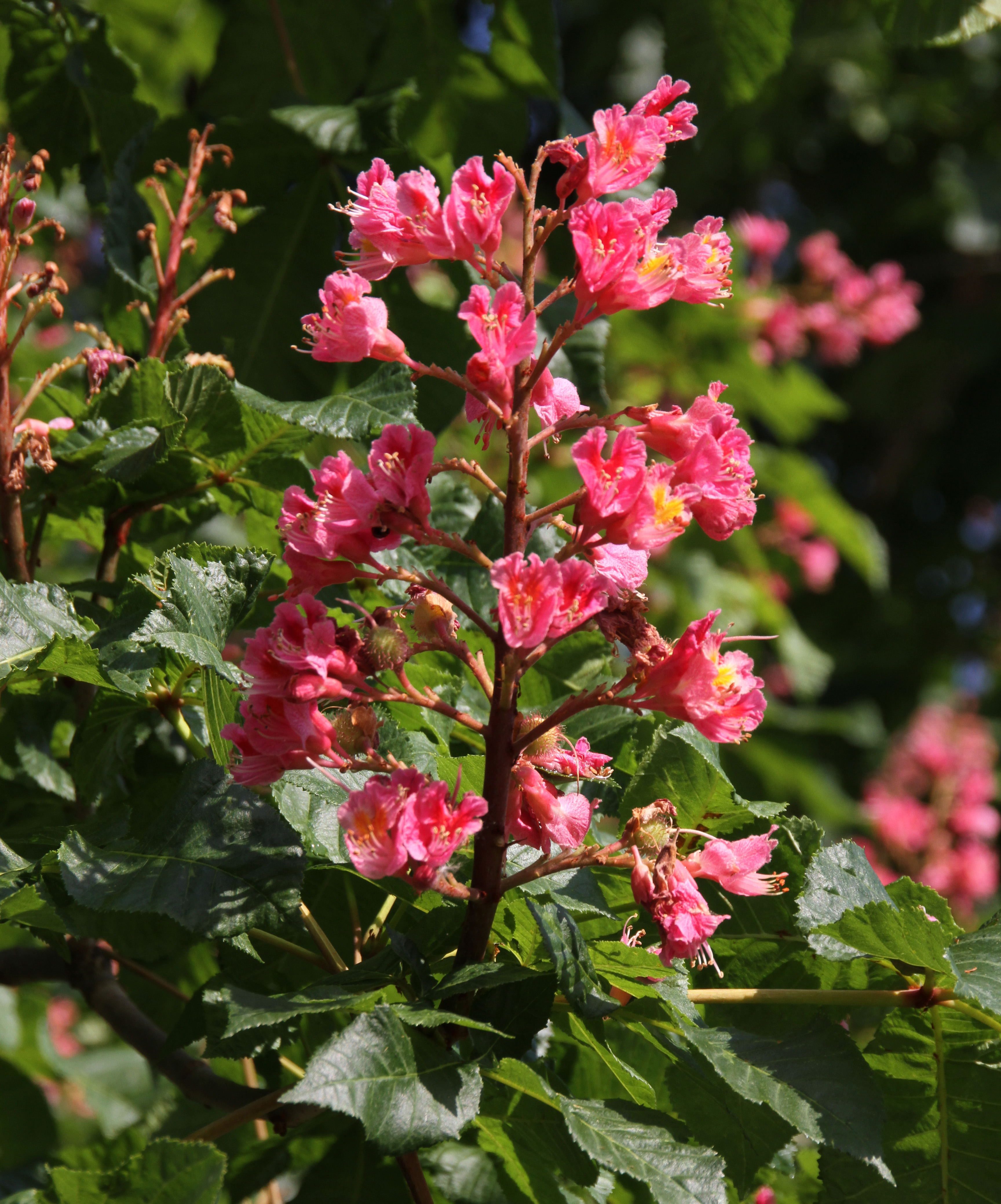
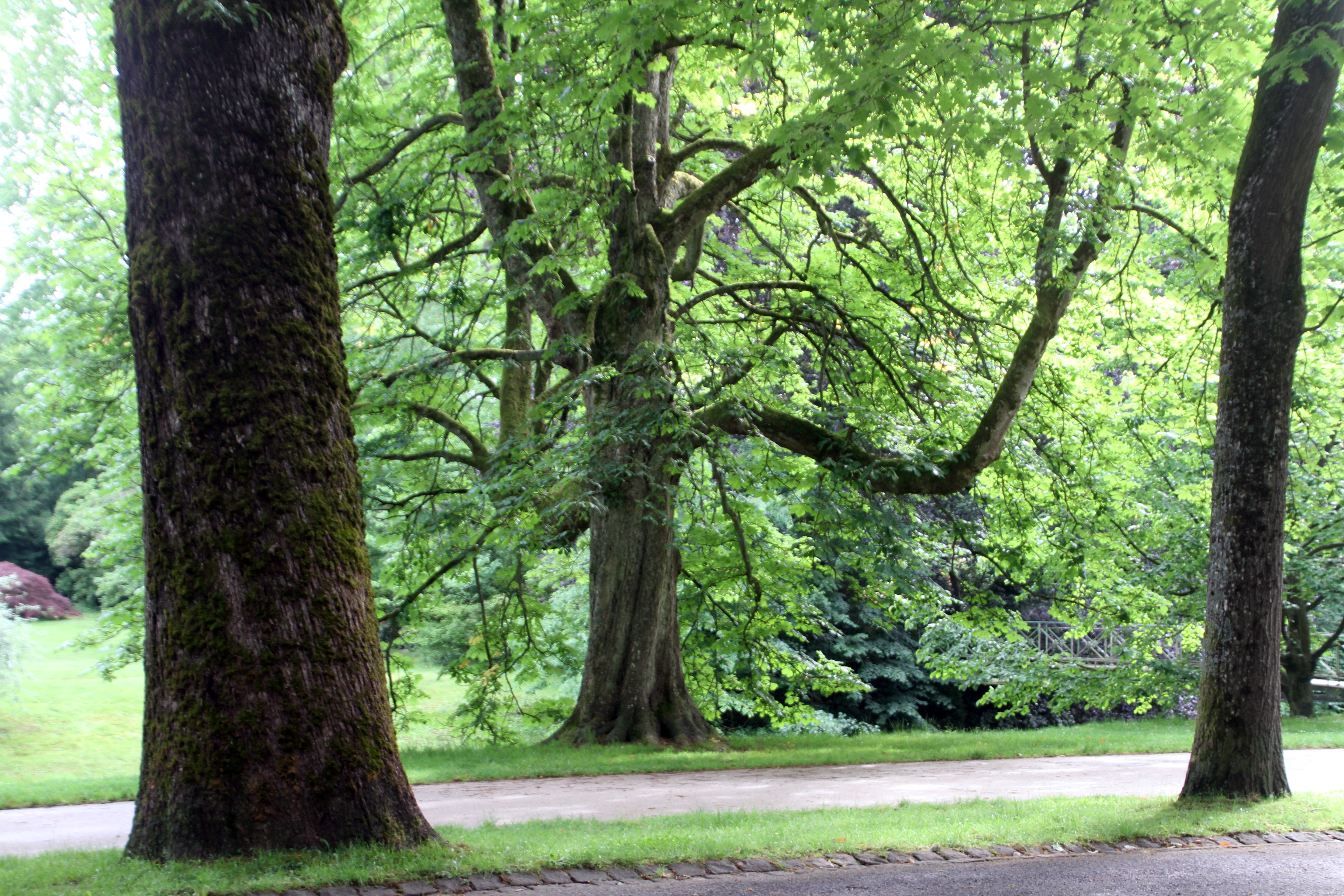

## 治療效果
1.改善術後或運動傷害引起的浮腫，有效舒緩緊繃感及疲勞感
提升血管「張力」，有助於血液流回心臟。抑制靜脈酵素，免於因微血管滲透造成的浮腫，減緩術後或運動造成的扭/挫傷，及降低因水分囤積而發生腫脹情況，舒緩緊繃感，對於需要長時間站立及過度勞動所造成的疲勞不適，紓解肌肉疼痛與腿部抽筋亦有顯著效果。
在一項研究中，針對健康與長途飛行者試者進行雙盲研究測驗，七葉素組表示使用後確實改善整體循環不適困擾。七葉素在加強活絡、促進新陳代謝方面表現優異。
2.活血化瘀、舒緩、消炎、鎮靜的效果  
七葉素可抑制血管周遭發炎，防止血管病變持續惡化，幫助身體對抗炎症，藉由血管收縮，增加血液流通，收縮的血管也不易滲漏，降低皮下形成血腫、瘀青的狀況，是具備良好的活血去瘀、抗發炎作用、促進血液循環、調理肌膚、紓解疲勞、肌肉疼痛與腿部抽筋，舒緩因發炎所造成的腫脹感，有效縮短復原期。
3.可強化靜脈回流功能及促進靜脈循環   
七葉素能夠幫助血管收縮，並促進前列腺素F2α優先釋放，有助於血液流回心臟。同時，避免因血液循環不良所造成的病變，如靜脈曲張、靜脈炎、痔瘡和局部浮腫等有助益。

## 健康關注
欧洲七叶树外用軟膏和凝膠使用並無毒性影響，使用較為安全。肝臟病或腎臟病患者，以及懷孕或正在哺乳的婦女應盡量避免使用。
欧洲七叶树種子萃取物-七葉素在被使用前必須經過審慎的處理程序，因此請購買標籤中明示其含標準成分之七葉素，以及由信譽卓越的廠商所製產品，也請勿自行製造欧洲七叶树萃取物。